# Herbert von Dirksen

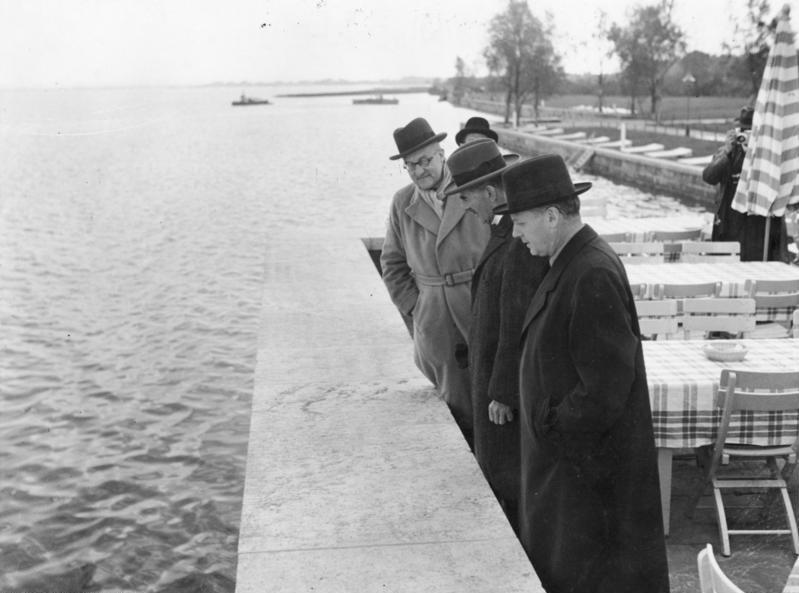
Od lewej: Herbert von Dirksen, Neville Chamberlain i Joachim von Ribbentrop. Monachium 1938

Eduard Willy Kurt Herbert Dirksen, od 1887 von Dirksen (ur. 2 kwietnia 1882 w Berlinie, zm. 19 grudnia 1955 w Monachium) – niemiecki prawnik, urzędnik konsularny i dyplomata.

## Życiorys
Pochodził z mennonickiej rodziny mającej swe korzenie w Prusach Zachodnich, której założycielem był w 1681 w Gdańsku pochodzący z Holandii zajmujący się kupiectwem Claes Dirksen (ur. 1605). Herbert Dirksen był synem posła cesarza niemieckiego Willibalda von Dirksena (1852–1928), właściciela zamku Grodziec na Dolnym Śląsku.
Absolwent Gimnazjum im. Króla Wilhelma (Königlichen-Wilhelms-Gymnasium) w Berlinie (1900); student wydziałów prawa uniwersytetów w Heidelbergu i Berlinie (1900-1903), uzyskując tytuł doktora prawa na uniwersytecie w Rostocku (1904). Następnie odbył roczną służbę wojskową w 3 Pułku Kawalerii Gwardii (3. Garde-Ulanen-Regiment) w Poczdamie (1903-1904), w której uzyskał stopień porucznika rezerwy i odbył staż w pruskiej służbie państwowej (preußischen Staatsdienst) (1904-1910), w którym to okresie przebywał dłuższy czas w Londynie (1905) i odbył podróż dookoła świata (1907-1908) i do kilku państw afrykańskich – Rodezji, Południowej Afryki i Niemiecka Afryka Wschodnia (1910).
W latach 1910–1914 pracował w starostwie (Landratsamt) w Bonn, pruskim ministerstwie handlu (Handelsministerium) w Berlinie (1914). Wziął udział w działaniach I wojny światowej, m.in. w Belgii (1915). W 1917 wstąpił do niemieckiej służby dyplomatycznej pełniąc funkcje w Hadze (1917-1918), kier. Referatu Prasy i Propagandy w Kijowie (1918-1919), kier. Podreferatu Państw Nadbałtyckich w centrali Auswärtiges Amt (1919-1920), chargé d’affaires w Warszawie (1920-1921), kier. Referatu Polskiego AA (1921-1923), konsula generalnego w Gdańsku (1923-1925), kierownika Wydziału Wschodniego AA (1928), ambasadora w Moskwie (1928-1933), Tokio (1933-1938) i Londynie (1938-1939). Następnie odszedł na emeryturę.
Członek DNVP do 1933, od 1937 – NSDAP. Był jednym z najbardziej zaufanych dyplomatów III Rzeszy, który po części kształtował politykę wschodnią i światową. W 1933 posiadłość von Dirksena odwiedził Adolf Hitler.
Dokumenty von Dirksena, tzw. Archiwum Dirksena, przechowywane są w Archiwum Federalnym (Bundesarchiv) w Berlinie, biblioteka na uniwersytecie w Bonn.